# Ivan Loseu (matemático)
Ivan Vadzimavich Loseu (publica como Ivan Losev; em bielorrusso: Іван Вадзімавіч Лосеў; em russo: Иван Вадимович Лосев; nascido em 18 de outubro de 1981 em Minsk, então na RSS da Bielorrússia) é um matemático bielorrusso-americano, especializado em teoria da representação, geometria simplética, geometria algébrica e álgebra combinatória.

## Formação e carreira
Losev ingressou em 1999 na Universidade Estatal da Bielorrússia, onde se graduou em 2004 com um mestrado em Ciências no Departamento de Matemática Aplicada e Ciência da Computação. De 2004 a 2007, foi estudante de pós-graduação no Departamento de Mecânica e Matemática da Universidade Estatal de Moscou, onde obteve seu PhD (título de Candidato em Ciências) em 2007 com a tese Classification of some coisotropic actions of algebraic groups, sob a orientação de E. B. Vinberg.
Como pós-doutorando, foi de 2007 a 2008 engenheiro-programador na Universidade Estatal da Bielorrússia e de 2008 a 2011 instrutor C.L.E. Moore Instructor no MIT. Na Universidade do Nordeste, foi professor associado de 2011 a 2015 e professor titular de 2015 a 2018. Entre 2018 e 2019, foi professor titular na Universidade de Toronto, e desde 2019 é professor titular na Universidade Yale.
Losev apresentou palestras em diversas conferências e workshops, atuou como revisor para vários periódicos acadêmicos e integra os conselhos editoriais das revistas Transformation Groups, Selecta Mathematica e Journal of Combinatorial Algebra.
Em 2017, foi eleito fellow da American Mathematical Society, com a citação por "contribuições à teoria da representação geométrica, álgebra não comutativa e à teoria da categorificação". Em 2010, em Hyderabad, foi palestrante convidado no Congresso Internacional de Matemáticos com a apresentação Finite W-algebras.

## Publicações selecionadas
- Losev, I. V. (2006). «Symplectic slices for actions of reductive groups». Sbornik: Mathematics. 197 (2): 213–224. ISSN 1468-4802. doi:10.1070/SM2006v197n02ABEH003754
- Losev, Ivan V. (2009). «Uniqueness property for spherical homogeneous spaces». Duke Mathematical Journal. 147 (2): 315–343. arXiv:math/0703543. doi:10.1215/00127094-2009-013 Versão no arXiv
- Losev, Ivan (2010). «Quantized symplectic actions and {\displaystyle W}-algebras». Journal of the American Mathematical Society. 23 (1): 35–59. ISSN 0894-0347. arXiv:0707.3108. doi:10.1090/S0894-0347-09-00648-1
- Losev, Ivan V. (2010). «Computation of Weyl groups of {\displaystyle G}-varieties». Representation Theory. 14 (2): 9–69. ISSN 1088-4165. arXiv:math/0612559. doi:10.1090/S1088-4165-10-00365-1
- Losev, Ivan (2011). «Finite-dimensional representations of {\displaystyle W}-algebras». Duke Mathematical Journal. 159 (1): 99–143. arXiv:0807.1023. doi:10.1215/00127094-1384800 Versão no arXiv
- Losev, Ivan (2011). «1-Dimensional representations and parabolic induction for {\displaystyle W}-algebras». Advances in Mathematics. 226 (6): 4841–4883. ISSN 0001-8708. arXiv:0906.0157. doi:10.1016/j.aim.2010.12.021
- Losev, Ivan (2012). «Isomorphisms of quantizations via quantization of resolutions». Advances in Mathematics. 231 (3–4): 1216–1270. ISSN 0001-8708. arXiv:1010.3182. doi:10.1016/j.aim.2012.06.017
- Gordon, Iain; Losev, Ivan (2014). «On category {\displaystyle O} for cyclotomic rational Cherednik algebras». Journal of the European Mathematical Society. 16: 1017–1079. arXiv:1109.2315. doi:10.4171/JEMS/454
- Etingof, Pavel; Gorsky, Eugene; Losev, Ivan (2015). «Representations of rational Cherednik algebras with minimal support and torus knots». Advances in Mathematics. 277: 124–180. ISSN 0001-8708. arXiv:1304.3412. doi:10.1016/j.aim.2015.03.003